# كارلتون هاني
كارلتون هاني (بالإنجليزية: Carlton Haney)‏ هو موسيقي أمريكي، ولد في 19 سبتمبر 1928 في ريدسفيل في الولايات المتحدة، وتوفي في 16 مارس 2011 في Moses H. Cone Memorial Hospital ‏ في الولايات المتحدة.

## وصلات خارجية
- كارلتون هاني على موقع ميوزك برينز (الإنجليزية)
- كارلتون هاني على موقع ديسكوغز (الإنجليزية)